# قائمة مسؤولي منطقة طنجة الدولية

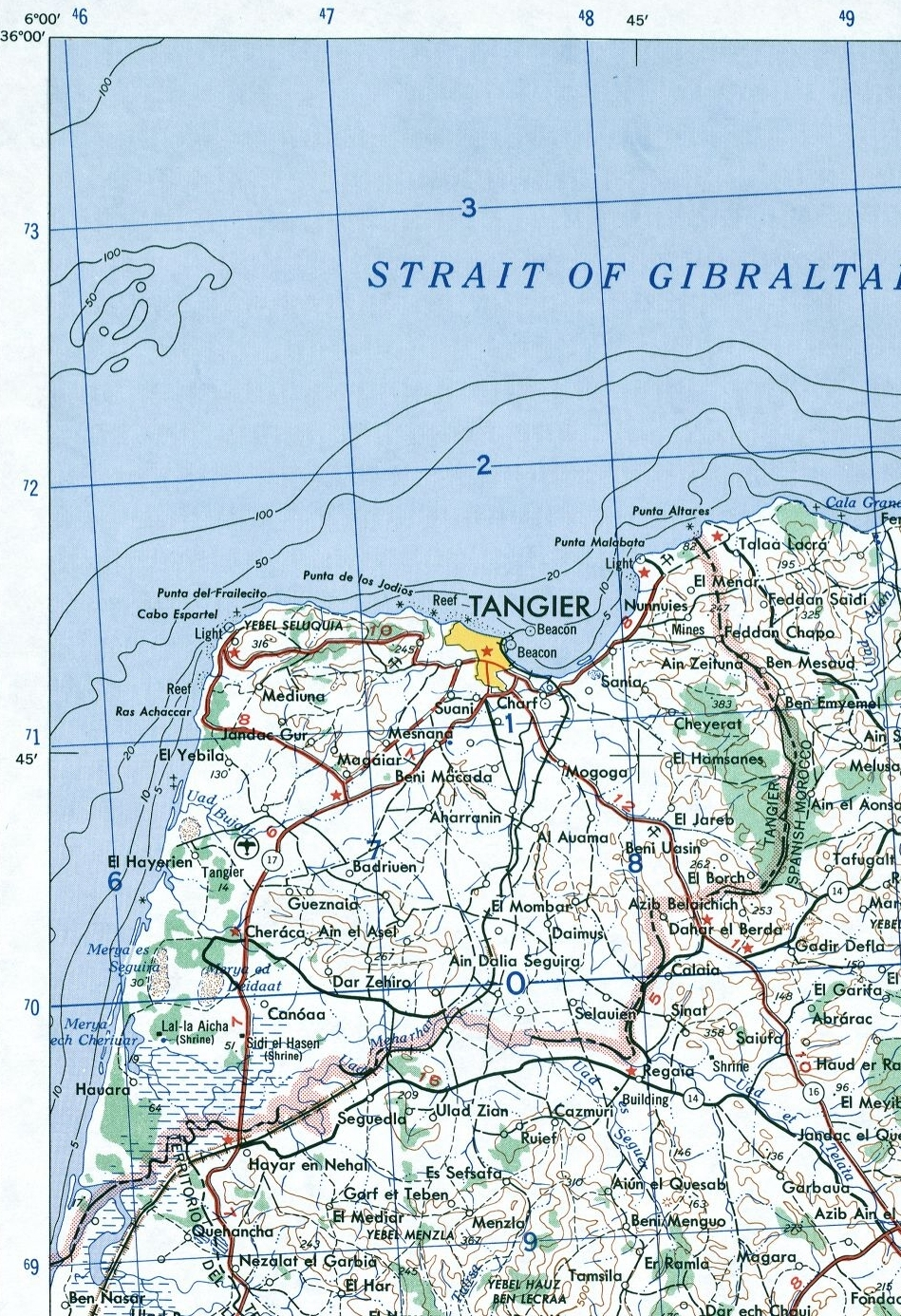
منطقة طنجة الدولية (صفراء)، 1953.

العلم التجاري لمنطقة طنجة الدولية.

هذه قائمة مسؤولي منطقة طنجة الدولية خلال الفترة التي كانت محكومة فيها وفقًا لبروتوكول طنجة.

## قائمة
(التواريخ المكتوبة بخط مائل تشير إلى استمرار المنصب بحكم الواقع )
| فترة                               | مايجب في الوضع الراهن | بلد |
| ---------------------------------- | --- | --- |
| 1912                               | تم إلحاق الحماية الدولية لبريطانيا وفرنسا وإسبانيا (لاحقًا البرتغال وإيطاليا وبلجيكا وهولندا والسويد والولايات المتحدة) بحماية فرنسا في المغرب. | تم إلحاق الحماية الدولية لبريطانيا وفرنسا وإسبانيا (لاحقًا البرتغال وإيطاليا وبلجيكا وهولندا والسويد والولايات المتحدة) بحماية فرنسا في المغرب. |
| 1923                               | الإدارة الدولية بموجب بروتوكول طنجة | الإدارة الدولية بموجب بروتوكول طنجة |
| 1926-19 أغسطس 1929                 | بول ألبيرج، المسؤول | فرنسا |
| من 19 أغسطس 1929 حتى 14 يونيو 1940 | بيير لو فور، المسؤول | فرنسا |
| 14 يونيو 1940                      | الاحتلال المغربي تحت القيادة الإسبانية | الاحتلال المغربي تحت القيادة الإسبانية |
| 14 يونيو 1940 حتى 1 أغسطس 1940     | بيير لو فور، المسؤول | فرنسا |
| 1 أغسطس 1940 حتى 4 نوفمبر 1940     | مانويل أمييفا إسكاندون، المسؤول الإداري | إسبانيا |
| من 14 يونيو 1940 حتى 4 نوفمبر 1940 | أنطونيو يوست سيغورا، الحاكم العسكري | إسبانيا |
| 4 نوفمبر 1940                      | تم دمجها في منطقة حماية إسبانيا بالمغرب | تم دمجها في منطقة حماية إسبانيا بالمغرب |
| 4 نوفمبر 1940 حتى مارس 1941        | أنطونيو يوستي سيغورا، الحاكم العام | إسبانيا |
| 1941-18 نوفمبر 1942                | جينارو أوريارت أريولا، الحاكم العام | إسبانيا |
| 18 نوفمبر 1942 حتى 11 أكتوبر 1945  | خوان بوتوس إي مارتينيز، الحاكم العام | إسبانيا |
| 11 أكتوبر 1945                     | الإدارة المشتركة لبريطانيا العظمى وفرنسا وإسبانيا والبرتغال وإيطاليا وبلجيكا وهولندا والسويد والولايات المتحدة والاتحاد السوفيتي               | الإدارة المشتركة لبريطانيا العظمى وفرنسا وإسبانيا والبرتغال وإيطاليا وبلجيكا وهولندا والسويد والولايات المتحدة والاتحاد السوفيتي               |
| 11 أكتوبر 1945 حتى 18 يونيو 1948   | لويس أنطونيو دي ماجالهايس كوريا، مدير | البرتغال |
| أغسطس 1948 حتى 9 أبريل 1951        | Jonkheer HFLK van Vredenburch، المسؤول | هولندا |
| 9 أبريل 1951 حتى 21 يونيو 1954     | خوسيه لويس آرتشر، المسؤول | البرتغال |
| من 21 يونيو 1954 حتى ديسمبر 1954   | إتيان دي كروي، أمير دي كروي رويل، إداري | بلجيكا |
| 4 يناير 1955 حتى 5 يوليو 1956      | روبرت فان دي كيركوف دي هالباست، إداري | بلجيكا |
| 1923 حتى 16 مارس 1941              | محمد التازي بوشران ممثل السلطان ورئيس المجلس التشريعي (الدورة الأولى)                                                                          | المغرب |
| من 16 مارس 1941 حتى أكتوبر 1945    | شاغر | |
| أكتوبر 1945 حتى 1954               | محمد التازي بوشران، ممثل السلطان ورئيس المجلس التشريعي (الدورة الثانية).                                                                       | المغرب |
| 1954 حتى 8 يوليو 1956              | أحمد التازي ممثل السلطان ورئيس المجلس التشريعي                                                                                                 | المغرب |
| 8 يوليو 1956                       | إعادة دمج منطقة طنجة الدولية في المغرب | إعادة دمج منطقة طنجة الدولية في المغرب |

## روابط خارجية
- دول العالم - المغرب (طنجة)